# Cacau
Claudemir Jeronimo Barretto, mer känd som Cacau, född 27 mars 1981 i Santo André i Brasilien, är en tysk fotbollsspelare som för närvarande spelar för japanska Cerezo Osaka. Cacau har sedan 2009 tyskt medborgarskap och valt att spela för det tyska landslaget. Han var med i landslaget som deltog i VM 2010.

## Meriter
- Bundesliga: 2006/2007

## Fotnoter
1. ↑  CBF Arkiverad 14 oktober 2009 hämtat från the Wayback Machine.